# 萍乡市湘东中学
萍乡市湘东中学，简称湘东中学、湘中，位于中华人民共和国江西省萍乡市湘东区，是江西重点中学之一。创校于民國元年（1912年），其前身为江西省立萍乡西区小学，1956年，该校开设初中班，并易名为萍乡市湘东初级中学，1969年改名为萍乡市湘东中学，并于1970年开办高中部:975。